# Джанотти, Франческо
Франческо Джанотти (итал. Francesco Gianotti; 4 апреля 1881 — 13 февраля 1967) — итальянский архитектор, спроектировавший многие важные здания в стиле модерн в Буэнос-Айресе.
Франческо родился в 1881 году в Ланцо, недалеко от Турина, Италия. Окончил Туринскую академию изящных искусств по специальности архитектор в 1904 году вместе со своим братом Джованни Баттиста. В 1905 году два брата вместе учились в аспирантуре в Брюсселе, а позже они спроектировали различные павильоны для Международной выставки 1906 года в Милане.
Джанотти прибыл в Буэнос-Айрес в 1909 году, где вместе со своим соотечественником Марио Паланти возглавил строительство и оформление итальянского павильона на Международной выставке 1910 года. В 1911 году он открыл собственную студию и начал работать над дизайном жилых и многоквартирных домов, используя смесь итальянского и французского стилей. В отличие от своих коллег Вирджинио Коломбо и Марио Паланти, которые работали на богатых соотечественников, Джанотти принимал заказы у аргентинских клиентов из высшего сословия, для которых он выполнял проекты в стиле бозар.
После работы над рядом многоквартирных домов и частных резиденций Джанотти получил заказ на проектирование здания La Inmobiliaria (на Авенида де Майо) в 1910 году и Галерии Гуэмес на улице Флорида — возможно, одной из его лучших работ, в 1913 году; 14-этажное здание высотой 80 метров считался первым небоскрёбом в Буэнос-Айресе. Два года спустя, в 1915 году, известный местный кондитер Каэтано Бренна поручил ему спроектировать Эль Молино (кафе). Расположенное на углу проспектов Кальяо и Ривадавия, здание стало известной достопримечательностью города. До 1918 года он проектировал в основном в стиле ар-нуво, но позже стал использовать в своих проектах эклектику, сочетающую стили итальянского и мавританского возрождения, особенно в здании итало-американской навигационной компании (1927) на проспекте Диагональ Норте, 622. Джанотти также создал произведения неоклассической архитектуры, в частности, редакцию газеты El Mundo на 647 Diagonal Norte (1925) и здание Schaffhausen (336 Reconquista St.) в 1932 году.
Джанотти завершил свой последний проект в 1959 году. Умер в Буэнос-Айресе 13 февраля 1967 года.